# Samuel Zehnder
Samuel Zehnder (Einsiedeln, 29 de febrero del 2000) es un jugador de balonmano suizo que juega de extremo izquierdo en el TBV Lemgo. Es internacional con la selección de balonmano de Suiza.
Su primer gran campeonato con la selección fue el Campeonato Europeo de Balonmano Masculino de 2024.

## Palmarés

### Kadetten Schaffhausen
- Liga de Suiza de balonmano (2): 2019, 2022

## Clubes
| Club                  | País     | Año       |
| --------------------- | -------- | --------- |
| Kadetten Schaffhausen | Suiza    | 2018-2022 |
| TBV Lemgo             | Alemania | 2022-Act. |